# Annobonès
L'annobonès és un crioll portuguès conegut pels seus parlants com a Fa d'Ambu o Fá d'Ambô (portuguès Fala de Ano-Bom), que és parlat a les illes d'Annobón i Bioko, així com a la zona costanera de la Guinea Equatorial, majoritàriament per mestissos d'africà, lusoafricà i espanyol.
En el país hi ha una actitud positiva vers l'idioma i n'hi ha cursos d'ensenyament a la capital, Malabo.

## Orígens
Els portuguesos descobriren l'illa en el segle xv, i era deshabitada. Els colonitzadors van decidir portar-hi esclaus d'Angola i Sao Tomé i Principe per poblar l'illa. El crioll era parlat originàriament pels descendents del mestissatge entre homes portuguesos i les esclaves africanes importades, per tant té un origen semblant al forro, el crioll dels lliberts de Sao Tomé i Principe, del qual potser en deriva. El govern de Guinea Equatorial ha finançat un estudi sociolingüistic a Annobón de l'Instituto Internacional da Língua Portuguesa (IILP), que ha demostrat forts vincles amb les poblacions criolles portugueses a Sao Tomé i Principe, Cap Verd i Guinea Bissau.

## Característiques
L'annobonès és anàleg al Forro. De fet, és derivat del forro, puix que comparteix la mateixa estructura (82% del seu lèxic). Després que Annobón va passar a Espanya, la llengua podria haver incorporat mots del castellà (10% del seu lèxic), encara que és difícil d'assegurar, atesa la similitud entre el castellà i el portuguès. Actualment el castellà és l'idioma oficial de l'illa, encara que no és gaire parlat i el crioll portuguès té un ús vigorós a l'illa i a la capital Malabo, i també té alguns parlants a part continental de Guinea Equatorial. El portuguès normalitzat és usat com a llengua de litúrgia. Hi ha intents d'instaurar el portuguès com una de les llengües oficials a Guinea Equatorial.